# Bahşılı
Bahşılı es un distrito de la provincia de Kırıkkale en la región de Anatolia Central de Turquía . En el censo turco de 2000, la población del distrito era de 8525 habitantes, de los cuales 5790 vivían en el centro de Bahşılı. Sin embargo, Según el sistema oficial de registro de población basado en direcciones realizado en 2019, la población de Bahşili es 7907.